# كومباني أوف هيروز 2
لعبة كومباني اوف هيروز 2 (بالإنجليزية: Company of Heroes 2)‏ ، هي لعبة إلكترونية من نوع الحرب الاستراتيجية، أنتجت من قبل شركة سيجا، وتعمل لنظام مايكروسوفت ويندوز، أنتج اللعبة بتاريخ 7 مايو 2013م، وتعد اللعبة الجزء الثاني من سلسلة كومباني اوف هيروز بعد 8 سنوات من إصدار الجزء الأول من السلسلة.

## مراحل اللعبة
تبدأ مراحل اللعبة بداية الهجوم المضاد الذي قام به الجيش الأحمر السوفيتي للهجوم على قوات الرايخ الثالث لبداية انهيار العاصمة الألمانية برلين سنة 1945م، وتنتهي اللعبة بسحق القوات النازية ورفع العلم الأحمر فوق مبنى البرلمان الألماني «الرايخستاغ» .

## وصلات خارجية
- الموقع الرسمي